# Municipio de Quinnebaugh
El municipio de Quinnebaugh (en inglés: Quinnebaugh Township) es un municipio ubicado en el condado de Burt en el estado estadounidense de Nebraska. En el año 2010 tenía una población de 68 habitantes y una densidad poblacional de 1,05 personas por km².

## Geografía
El municipio de Quinnebaugh se encuentra ubicado en las coordenadas 41°57′17″N 96°10′38″O / 41.95472, -96.17722. Según la Oficina del Censo de los Estados Unidos, el municipio tiene una superficie total de 64.48 km², de la cual 61,47 km² corresponden a tierra firme y (4,67 %) 3,01 km² es agua.

## Demografía
Según el censo de 2010, había 68 personas residiendo en el municipio de Quinnebaugh. La densidad de población era de 1,05 hab./km². De los 68 habitantes, el municipio de Quinnebaugh estaba compuesto por el 98,53 % blancos, el 1,47 % eran amerindios. Del total de la población el 7,35 % eran hispanos o latinos de cualquier raza.